# Fort Rupert

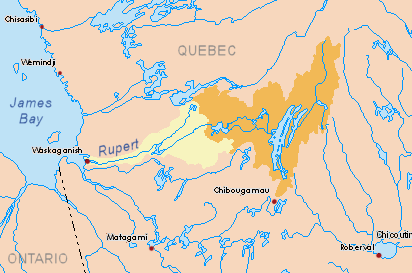
Waskaganish, platsen för Fort Rupert.

Fort Rupert var ett befäst handelsfaktori vid James Bay. Det anlades 1668 under namnet Fort Charles, två år innan Hudson Bay-kompaniet bildades. Faktoriet blev 1670 dess första handelsstation vid Hudson Bay. Fortet flyttades 1681 till en plats som var bättre ur försvarssynpunkt. Det togs av fransmännen 1686 och döptes om till Fort Saint-Jaques. Två år senare försökte engelsmännen återta fortet, men blev besegrade. Det var inte förrän 1776 som engelsmännen återkom och anlade en ny handelsstation på platsen, kallad Rupert House eller Fort Rupert. Idag ligger det lilla samhället Waskaganish där.